# Kjell Hansson (präst)
Kjell Erik Anders Hansson, född den 3 mars 1935 i Västra Värlinge, Malmöhus län, död den 15 augusti 2001 i Malmö, var en svensk präst.
Hansson avlade teologie kandidatexamen 1961 och teologie licentiatexamen vid Lunds universitet 1967. Efter prästvigning 1961 för Lunds stift var han amanuens vid kyrkohistoriska institutionen vid Lunds universitet 1961–1966, präst i Landskrona församling 1966–1976, stiftsadjunkt i Lund 1976–1979 och präst i Lunds domkyrkoförsamling 1979–1981. Hansson var lärare vid Pastoralinstitutet i Lund 1980–1991 och domprost i Härnösand 1991–2000. Han var konfirmandkonsulent 1971–1991 och vice ordförande i styrelsen och ordförande i arbetsutskottet för Vårsta diakonigård 1991–2000. Hansson vilar på Norra kyrkogården i Lund.